# ペルソール
ペルソール（Persol）は、イタリアの高級メガネ・サングラスメーカー。1917年にジュゼッペ・ラッティにより創業。イタリア語でPer il Sol（太陽のため）を語源としている。1995年に創設者兼会長であるレオナルド・デル・ヴェッキオのLuxotticaに買収された。